# DFS 346
Dimensions
Le DFS 346 était un avion expérimental à grande vitesse à moteur-fusée développé en Allemagne par Felix Kracht au sein du DFS (Deutsche Forschungsanstalt für Segelflug) au cours de la Seconde Guerre mondiale. Les recherches furent poursuivies par l'Union soviétique.
À la fin de la Seconde Guerre mondiale, un prototype non terminé fut emmené en Union soviétique et mis au point. Les Russes prétendirent qu'ils franchirent le mur du son avec cet aéronef mais des recherches ultérieures permettent de mettre en doute cette affirmation.

## Histoire
Le DFS 346 était un projet parallèle au projet DFS 228, un planeur de haute altitude. Le DFS 346 présentait une forme aérodynamique poussée à l'extrême et ressemblait à une fusée. Ses concepteurs espéraient franchir avec lui le mur du son. Il était équipé d'une capsule de sauvetage pour le pilote, dérivée d'un appareil développé avant la guerre, le DFS 54. Le pilote était allongé sur le ventre comme dans le DFS 228.
Il devait être largué à partir d'un avion porteur. Il était prévu d'utiliser le Dornier Do 217. Après le largage, deux moteurs Walter-509B devaient propulser l'appareil à Mach 2,6 et lui faire atteindre l'altitude de 30 500 m. Après épuisement du carburant, l'appareil devait rallier sa base en Allemagne ou en France en vol plané.
La cellule entièrement métallique possédait une voilure médiane avait été réalisée par les usines Siebel Flugzeugwerke où elle fut découverte par les Soviétiques. Le 22 octobre 1946, le bureau d'études OKB-2, dirigé par Hans Rössing et Alexandre Bereznyak, reçut l'ordre de mener le développement à bon terme. L'aéronef fut terminé et testé en soufflerie où l'on décela ses défauts d'aérodynamisme. Le système de sauvetage fut testé sur un North American B-25 Mitchell.
En 1947 un autre prototype du 346 fut réalisé en tenant compte des enseignements tirés des essais en soufflerie. L'appareil désigné 346-P était un simple planeur non motorisé sur lequel on simula cependant la masse du moteur et du carburant par du ballast. Il fut installé sous un B-29 Superfortress capturé à Vladivostok et piloté par Wolfgang Zeise qui réalisa un programme d'essai dont découlèrent trois autres prototypes.
Le 346-1 à l'aérodynamique améliorée et des faux moteurs vola en 1948 avec Zeise aux commandes. Le 30 septembre 1949 Zeise fut gravement blessé lors d'un accident à l'atterrissage. L'appareil put reprendre l'air après remise en état avec le pilote d'essai russe P. I. Kasmin aux commandes. Celui-ci effectua plusieurs vols sur le 346-1. Le 10 mai 1951, Zeise réintégra le programme et vola sur les prototypes 346-2 et 346-3 non motorisés.
Le modèle 346-3 était un avion entièrement fonctionnel et le premier vol propulsé par moteur-fusée eut lieu le 13 août 1951. Cependant un seul moteur fut mis à feu. L'avion atteignit la vitesse Mach 0,9 au cours des essais en vol. Zeise repris l'air le 2 septembre et le 14 septembre 1951 mais le dernier vol se termina par un accident. Après le largage et la mise à feu des moteurs, l'appareil atteignit 900 km/h mais devint subitement incontrôlable et perdit de l'altitude. À 6 500 m, Zeise actionna le système de sauvetage et atterrit sain et sauf. L'avion fut entièrement détruit et le programme définitivement arrêté.

## Sources
- Dimitri Sobolew, Deutsche Spuren in der sowjetischen Luftfahrtgeschichte,  Mittler-Verlag, Hamburg 2000.   (ISBN 3-8132-0675-0) (Traces allemandes dans l'histoire aéronautique soviétique (de))